# کاوه لاجوردی
کاوه لاجوردی (متولد ۱۳۵۰) مترجم و پژوهشگر ایرانی فلسفه و منطق است. آثار او عمدتاً در حوزهٔ منطق و فلسفه تحلیلی است.

## زندگی
لاجوردی دورهٔ کارشناسی ریاضیات محض را در دانشگاه صنعتی شریف و کارشناسی ارشد این رشته را در دانشگاه تهران گذراند. سپس به کانادا رفت و دورهٔ دکتری فلسفه را در دانشگاه تورنتو با نگارش رساله‌ای دربارهٔ موجهات (به راهنمایی آنجان چاکراوارتی) در سال ۲۰۰۸ به پایان برد. پس از آن مدتی عضو هیئت علمی پژوهشگاه دانش‌های بنیادی بود. گویا همکاری پژوهشگاه با او به دلیل وبلاگ‌نویسی‌اش متوقف شد. او در سال‌های ابتدای دههٔ ۱۳۹۰ چند بار در مؤسسه پنجره حکمت و مؤسسه پرسش تدریس کرده است.
لاجوردی در وبلاگ خود و نیز در مجموعه مقالاتی در روزنامه شرق به نقد برخی رویه‌های آکادمیک در ایران پرداخته است.
او همچنین در مناظره با بیژن عبدالکریمی در دانشگاه مفید (اردیبهشت ۱۳۹۰) به دفاع از فلسفه تحلیلی در برابر فلسفه قاره‌ای پرداخت.
او در سال ۱۴۰۰ برای ترجمهٔ جستاری در خصوص فاهمه‌ی بشری برگزیدهٔ کتاب سال ایران شد، اما در اعتراض به سانسور این جایزه را نپذیرفت.
او برادر هاله لاجوردی است.

### ترجمه به فارسی
- ماهیّتِ ضرورت، الوین پلنتینگا، کاوه لاجوردی (مترجم)، ناشر: نشر نو، ۱۴۰۳
- جستاری در خصوص فاهمه‌ی بشری، جان لاک، کاوه لاجوردی (مترجم)، ناشر: نشر مرکز، ۱۳۹۹
- محاوره‌ای در هویت شخصی و جاودانگی، جان پری، کاوه لاجوردی (مترجم)، ناشر: نشر مرکز، ۱۳۹۶
- ویتگنشتاین: قواعد، و زبانِ خصوصی، سول کریپکی، کاوه لاجوردی (مترجم)، ناشر: نشر مرکز، ۱۳۹۶
- کاوشی در خصوص فهم بشری، دیوید هیوم، کاوه لاجوردی (مترجم)، ناشر: نشر مرکز، ۱۳۹۵
- نام‌گذاری و ضرورت، سول کریپکی، کاوه لاجوردی (مترجم)، ناشر: هرمس، ۱۳۸۱
- نخستین درس توابع حقیقی، رالف پی. بوآس، کاوه لاجوردی (مترجم)، ناشر: شرکت انتشارات علمی و فرهنگی، ۱۳۷۷

### مقالات و فصل‌های کتاب
- (with Saeed Salehi) "There May Be Many Arithmetical Gödel Sentences." Philosophia Mathematica, 29(2) (2021): pp. 278–287.
- "What he could have said (but did not say) about Gödel’s second theorem: A note on Floyd-Putnam’s Wittgenstein." Wittgenstein-Studien, 12(1) (2021): pp. 121–129.
- "De-Modalizing the Language", in M. Mojtahedi, Sh. Rahman and M.S. Zarepour, ed. , Mathematics, Logic, and their Philosophies: Essays in Honour of Mohammad Ardeshir, Springer (2021).
- (with Saeed Salehi) "On the Arithmetical Truth of Self‐Referential Sentences." Theoria, 85(1) (2019): pp. 8–17.
- "Laws and Counterfactuals: Defusing an Argument against the Humean View of Laws." Dialogue 50(4) (2011): pp. 711–758.